# Eleutherosz pápa
Szent Eleutherosz (latinul: Eleutherios), (2. század – 189) a 13. pápa, 174-től uralkodott.

## Élete
Görögül neve szabad embert jelent. Ezt a nevet egyesek arra vezetik vissza, hogy Eleutherosz felszabadított rabszolga volt, megint mások viszont csak utalásnak tartják hivatására. Vagyis a pápa a római egyház szolgájaként élt, mégis teljes szabadságban.
Az epiruszi Nikopoliszban született. Hivatalában folytatta elődei harcát az eretnek montaniták ellen. Sikeresen vette fel a küzdelmet a fríg Aberciusszal, Hierapoisz püspökével is, aki Rómába jött tárgyalni a szentatyával.
A Liber Pontificalis leír Eleutheroszról egy történelmileg nem alátámasztott történetet, miszerint a pápa kapcsolatba került egy Lucius nevű brit királlyal, aki fel szerette volna venni a keresztény vallást.
A hagyomány szerint Eleutherosz vértanúként halt meg Rómában. Május 26-án ünneplik.

## Művei
- Documenta Catholica Omnia (latin nyelven). [2016. március 4-i dátummal az eredetiből archiválva]. (Hozzáférés: 2011. december 6.)